# Sao Đẩu
Trong thiên văn học Trung Hoa cổ đại, sao Đẩu, Đẩu Tú hay Đẩu Mộc Giải là chòm sao thứ nhất trong số 7 chòm sao của Huyền Vũ (斗宿) trong nhị thập bát tú.
Chòm sao Đẩu có 10 cụm sao chính (tinh quan) như bảng sau:
| Sao chủ          | Tên Trung văn | Chú thích | Chòm sao hiện đại       | Số sao |
| ---------------- | ------------- | --- | ----------------------- | ------ |
| Đẩu              | 斗            | Hình như chiếc đấu (chén), để chỉ thiên miếu, phần thân con rắn của Huyền Vũ | Nhân Mã                 | 6      |
| Kiến             | 建            | Đô thành của Mặt Trăng, mặt trời cùng 5 sao, cũng để chỉ lá cờ | Nhân Mã                 | 6      |
| Thiên Biện       | 天弁          | Mũ quý tộc, chỉ viên quan quản lý thị trường | Thiên Ưng/Thuẫn Bài     | 9      |
| Miết             | 鱉            | Con ba ba | Viễn Vọng Kính/Nam Miện | 11     |
| Thiên Kê         | 天雞          | Trên núi Đào Đô có con gà thần, tất cả gà trống trong thiên hạ đều theo nó mà gáy, lại có thuyết cho rằng phía đông Bồng Lai là núi Không Đồng trên dãy núi Đại Dư có con gà trời với ba chân đen gáy trước lúc Mặt Trời lên, nó gáy xong thì gà trống trong thiên hạ gáy theo. | Nhân Mã                 | 2      |
| Thiên Thược      | 天籥          | Cái khóa đóng mở hoàng đạo | Xà Phu/Nhân Mã          | 8      |
| Cẩu Quốc         | 狗國          | Vương quốc của chó | Nhân Mã                 | 4      |
| Thiên Uyên       | 天淵          | Đầm sâu trên trời | Nhân Mã                 | 3      |
| Cẩu              | 狗            | Chó giữ cửa | Nhân Mã                 | 2      |
| Nông Trượng Nhân | 農丈人        | Quan chủ quản nông nghiệp | Nhân Mã                 | 1      |

Tên gọi sao Đẩu cũng được dùng để chỉ cụm sao chủ của chòm sao Đẩu là sao Nam Đẩu (để phân biệt với sao Bắc Đẩu) hay Nam Đẩu lục tinh, gồm 6 ngôi sao như đề cập trong bảng trên đây.